# Sovjak (gmina Trnovska vas)
Sovjak – wieś w Słowenii, w gminie Trnovska vas. W 2018 roku liczyła 73 mieszkańców.